# زمان در آنگولا
زمان آنگولا زمان استاندارد و هماهنگ در کشور آنگولا است. زمان تمام بخش‌های کشور آنگولا یوتی‌سی ۱:۰۰+ (زمان آفریقای غربی) است و هرگز وقت ساعت تابستانی استفاده نمی‌کنند.